# Virginija (ime)
Virginija je žensko osebno ime.

## Izvor imena
Ime Virginija izhaja iz latinskega imena Virginia, ki je z različico Verginia ženska oblika moškega imena Virginius oziroma  Verginius. S slednjim je bila poimenovana najstarejša latinska plemipka rodbina. Ime Verginius naj bi bilo latinizirano iz etrurskega Vercna z nejasnim pomenom. V Sloveniji pa je ime Virginija tudi različica imena Virgilij.

## Različice imena
- moške različice imena: Virgilij, Vergilio, Virgil, Virgilij
- ženske različice imena: Virginia, Virginja, Virdžinja

## Tujejezikovne različice imena
- pri Italijanih: Virginia
- pri Poljakih: Wirginia

## Pogostost imena
Po podatkih Statističnega urada Republike Slovenije je bilo na dan 31. decembra 2007 v Sloveniji število ženskih oseb z imenom Virginija: 22.

## Osebni praznik
V koledarju je 7. januarja Virginija, francoska prednica.

## Zanimivost
Ime Virginija se je v Italiji ponovno uveljavilo v času renesanse, zlasti po zaslugi lika Virginije, ki jo je oče ubil, da bi jo rešil pred sramotitvijo decemvira  Appia Claudia. To je eden najbolj bleščečih primerov rimske časti, ki je bila tudi podlaga za tragedijo Virginia, ki jo je napisal Vittorio Alfieri.